# Kishichirō Ōkura
Compléments
okraulo
Le baron Kishichirō Ōkura (大倉 喜七郎), né le 16 juin 1882 à Edo au Japon et décédé à l'âge de 80 ans le 2 février 1963 à Tokyo, est un entrepreneur japonais de l'ère Meiji. 

## Biographie
Il étudie au Trinity College de l'université de Cambridge de 1903 à 1906 mais n'obtient pas son diplôme. Il est le fils de Ōkura Kihachirō (1837-1928) qui fonda le grand zaibatsu Okura et l'école Shogyo Gakko qui deviendra l'université Keizai de Tokyo (Université d'économie de Tokyo) en 1949. 
Okura participe à la première course automobile organisée à Brooklands en Angleterre le 6 juillet 1907 où il finit second. Il est l'une des personnes ayant introduit le moteur automobile au Japon. Il fut président de l'hôtel impérial et de la chaine d'hôtels Okura qui existe toujours de nos jours au Japon.
Kishichiro Okura participa financièrement à l'établissement de l'association japonaise de go en 1924 et le gouvernement cessa de subventionner les quatre maisons de go.
Kishichiro Okura a inventé un instrument de musique dans les années 1920-1930, appelé okraulo, une forme de shakuhachi chromatique en métal avec un clétage de flûte moderne en système Boehm

## Source de la traduction
- (en) Cet article est partiellement ou en totalité issu de l’article de Wikipédia en anglais intitulé « Kishichiro Okura » (voir la liste des auteurs).